# Cristina Pato

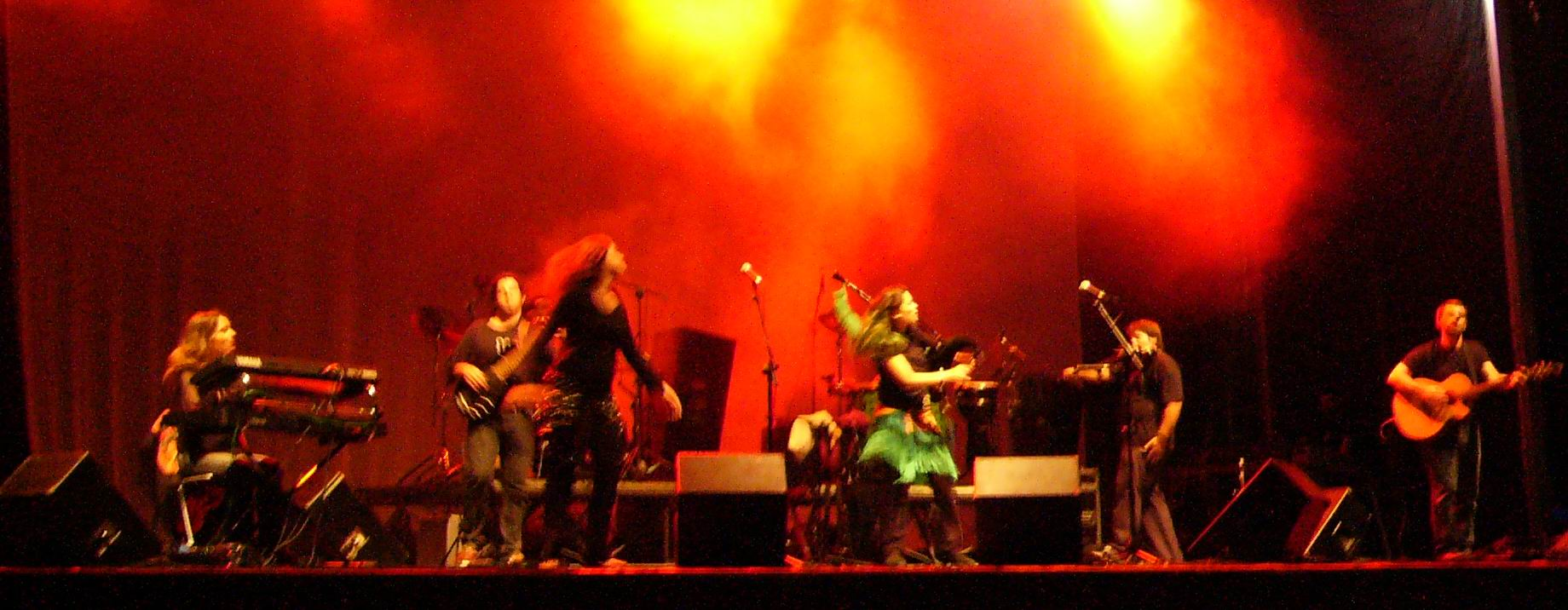

Cristina Pato (Ourense, 1980) é uma gaiteira, pianista e investigadora galega. É Doutora com honras em Artes Musicais pela Mason Gross School of the Arts daUniversidade Rutgers. Recebeu o Prêmio Irene Alm Memorial, por sua excelência como investigadora e intérprete.

## Percurso
Cristina Pato nasceu em Ourense em 1980. Com apenas 6 anos, ingressou na Real Banda de Gaitas de Ourense, participando como solista e tocando em Berlim, Praga, Edimburgo, Londres, Chicago e Acapulco, entre outros lugares.
Aos 18 anos, lançou seu primeiro disco, em 1999, intitulado Tolemia (loucura, em galego). Com esse álbum, tornou-se a primeira mulher a gravar um disco solo como gaiteira na Espanha. Após esse sucesso, participou num Final del Milenio especial emitido por várias televisões nacionais do mundo (TVE, BBC, CNN, entre outras).
Posteriormente, Cristina Pato lançou outros álbuns solo: Xilento (2001), The Galician Connection (2010), Migrations (2013).
No álbum Xilento, palavra oriunda do baralhete dos afiadores de Ourense, que significa "faminto" e "ambicioso", surgem novas versões de canções como Os teus olhos, com a colaboração de José Peixoto (do grupo português Madredeus), En o sagrado en Vigo (cantiga medieval de Martim Codax) e Eu chorei, com um toque mais roqueiro.
Cristina Pato é titulada superior em Piano, Teoria da Música, Transporte e Acompanhamento, e Música de Câmara, todos pelo Conservatório Superior de Música do Liceu de Barcelona. Tem um Mestrado em Artes Digitais pela Universidade Pompeu Fabra de Barcelona, com especialização em Composição (música digital e eletroacústica).
Doutora com honras em Artes Musicais pela Mason Gross School of the Arts da Universidade Rutgers (EUA), onde estudou com bolsa da Fundação Barrié de la Maza. Recebeu da mesma escola a Bolsa Edna Mason e o Prêmio Irene Alm Memorial, por sua excelência como investigadora e intérprete.
Cristina realizou concertos em Espanha, Índia, Portugal, Reino Unido, França, Itália, Alemanha, México e Estados Unidos. Participou em giras com The Chieftains, Cherish the ladies e trabalhou com artistas como Yo-Yo Ma no álbum Songs of Joy and Peace (2008) e em programas de televisão como The Colbert Report (Comedy Central) e The Early Show (CBS). Como integrante do Silk Road Ensemble de Yo-Yo Ma, se apresentou no Carnegie Hall, Harman Center, ONU e no Lincoln Center (PBS Live From Lincoln Center Series). Também participou de estreias mundiais de várias obras sinfônicas, como Rose of the Winds (2007), de Osvaldo Golijov, com a Orquestra Sinfônica de Chicago e o Silk Road Ensemble. 
Em 2017, recebeu um Grammy na categoria de Música do Mundo, com o Silk Road Ensemble, grupo com o qual colabora em Nova Iorque. Nesse mesmo ano, foi agraciada com a Medalha Castelao, distinção concedida a pessoas cuja obra merece o reconhecimento de toda a Galícia.

## Discografia
- 1999 - Tolemia (Fonomusic)
- 2001 - Xilento
- 2007 - Misturados: ao vivo (dez anos despois 1997-2007) com Mutenrohi (Zouma Records)
- 2009 - The Galician Connection (Zouma Records)
- 2013 - Migrations
- 2015 - Latina (Sunnyside)
- 2015 - Rústica com Davide Salvado, Anxo Pintos, Roberto Comesaña

## Novelas
- 2022 - No día do seu enterro (Editorial Galaxia)
- 2025 - Fóra de foco (Editorial Galaxia)

## Prémios
- 2013 - Prémio Trasalba
- 2017 - Medalha Castelao
- 2017 - Prémio Grammy
- 2021 - Prémio Fundação de Jornalismo Fernández del Riego
- 2025 - Prémio Clara Campoamor